# Die Ameisen kommen
Pour les articles homonymes, voir Ameisen.
Pour plus de détails, voir Fiche technique et Distribution.
Die Ameisen kommen est un film ouest-allemand réalisé par Jochen Richter et sorti en 1974.

## Synopsis
Michel, un ancien gangster, passe sa « vie de retraité » dans un cadre rural idyllique. Alors que sa fille Marlène ignore tout du passé criminel de Michel, ce dernier se voit contraint par ses anciens camarades gangsters de se lancer à nouveau dans un commerce illégal.
Ses anciens complices lui font clairement comprendre qu'ils sont sérieux dans leur exigence : Alain, un jeune criminel, est chargé de poursuivre Michel et de le harceler. Mais l'intrigue du film prend un tournant lorsqu'Alain tombe amoureux de Marlène.
Lorsque Michel exprime clairement qu'il ne veut plus être impliqué dans des machinations criminelles, il est abattu par Alain dans le feu de l'action. La police est impliquée dans les événements et tire à son tour sur Alain alors qu'il est en fuite. Marlène a ainsi perdu presque simultanément son père et son amant. 

## Fiche technique
- Titre original allemand : Die Ameisen kommen ou Gauner, Gangster und Ganoven[1]
- Réalisateur : Jochen Richter
- Scénario : Jochen Richter, Eike Barmeyer
- Photographie : Hermann Reichmann
- Montage : Luti Rüth
- Musique : Mike Lewis
- Production : Jochen Richter
- Société de production : Jochen Richter Filmproduktion (Munich)
- Pays de production :  Allemagne de l'Ouest
- Langue originale : allemand
- Format : Couleurs par Eastmancolor - Son mono
- Durée : 99 minutes
- Genre : Film de gangsters
- Dates de sortie :
  - Allemagne de l'Ouest : 14 mars 1974

## Distribution
- Belinda Mayne : Marlène
- Ferdy Mayne : Michel
- Marc Porel : Alain
- Walter Sedlmayr : le Commissaire
- André Rouyer : Lino
- Rolf Illig : Luis

## Accueil critique
Le Lexikon des internationalen Films estime qu'il s'agit d'« un premier film remarquable du point de vue artisanal sur le thème de la dépendance humaine, certes délibérément mis en scène comme un film trivial et construit à partir d'ingrédients du genre de gangster, mais doté d'un arrière-plan intellectuel et littéraire ».